# Хауорт, Роналд
Ро́налд Ха́уорт (англ. Ronald Haworth; 10 марта 1901 — октябрь 1973) — английский футболист, нападающий.

## Биография
Уроженец Лоуэр-Даруина, Ланкашир, Роналд начал футбольную карьеру в местном клубе «Блэкберн Роверс». Провёл за команду 25 матчей и забил 7 мячей в рамках Первого дивизиона.
В 1924 году перешёл в «Халл Сити», выступавший во Втором дивизионе. Провёл в команде два сезона, сыграв 37 матчей и забив 10 мячей.
В мае 1926 года стал игроком  «Манчестер Юнайтед», выступавший в Первом дивизионе. Дебютировал за клуб 28 августа 1926 года в матче первого тура чемпионата против «Ливерпуля» на стадионе «Энфилд». Два дня спустя во второй раз вышел на поле в футболке «Манчестер Юнайтед», на этот раз — против «Шеффилд Юнайтед» на стадионе «Брэмолл Лейн». Больше в основном составе не появлялся, и в августе 1928 года покинул команду.
В дальнейшем играл за «Дарвен» в Комбинации Ланкашира.
Умер в октябре 1973 года.

## Статистика выступлений
| Клуб              | Сезон            | Лига             | Лига | Лига | Кубок | Кубок | Итого | Итого |
| Клуб              | Сезон            | Дивизион         | Игры | Голы | Игры  | Голы  | Игры  | Голы  |
| ----------------- | ---------------- | ---------------- | ---- | ---- | ----- | ----- | ----- | ----- |
| Блэкберн Роверс   | 1921/22          | Первый дивизион  | 5    | 3    | 0     | 0     | 5     | 3     |
| Блэкберн Роверс   | 1922/23          | Первый дивизион  | 18   | 4    | 0     | 0     | 18    | 4     |
| Блэкберн Роверс   | 1923/24          | Первый дивизион  | 2    | 0    | 0     | 0     | 2     | 0     |
| Блэкберн Роверс   | Итого            | Итого            | 25   | 7    | 0     | 0     | 25    | 7     |
| Халл Сити         | 1924/25          | Второй дивизион  | 30   | 7    | 1     | 0     | 31    | 7     |
| Халл Сити         | 1925/26          | Второй дивизион  | 6    | 3    | 0     | 0     | 6     | 3     |
| Халл Сити         | Итого            | Итого            | 36   | 10   | 1     | 0     | 37    | 10    |
| Манчестер Юнайтед | 1926/27          | Первый дивизион  | 2    | 0    | 0     | 0     | 2     | 0     |
| Манчестер Юнайтед | Итого            | Итого            | 2    | 0    | 0     | 0     | 2     | 0     |
| Всего за карьеру  | Всего за карьеру | Всего за карьеру | 63   | 17   | 1     | 0     | 64    | 17    |